# Czamża
Czamża – część wsi Wroczewo w Polsce, położona w województwie wielkopolskim, w powiecie konińskim, w gminie Sompolno.
W latach 1975–1998 Czamża należała administracyjnie do województwa konińskiego.